# 俳協演劇研究所
俳協演劇研究所是東京俳優生活協同組合（俳協）的俳優養成機關。1年制。旧名称是俳協養成所（也稱俳協付属養成所）。位於東京都新宿区上落合。
1972年開校。在2002年到2005年曾一度停止募集研究生，不過於2006年4月再開。入所和授課都是免費，但有義務承當公演制作費和販賣一定枚数門票。畢業生中優秀的人可以成為俳協的準劇團員。

## 出身者
- 1期：小野田英一、橋本晃一
- 2期：橫尾三郎
- 3期：龍田直樹
- 4期：千葉茂、Bucky木場
- 5期：木之元亮、森篤夫
- 6期：阿部渡
- 7期：谷村慶子
- 8期：青柳文太郎
- 9期：津島瑞穗
- 10期：奥田ゆかり、金野惠子、小金澤篤子
- 11期：新井一典、大山尚雄、本多知惠子
- 12期：長谷川恒之、横田ひろみ
- 13期：村上優子
- 14期：夏井貴浩、山寺宏一
- 15期：山中一德
- 16期：平井誠一、澤田澄代、むたあきこ
- 17期：今淵仁音、森田樹優
- 18期：三田村慎、矢治美由紀
- 19期：小柳弘隆、羽柴秀矢、松本大
- 不明：伊倉一惠、風間勇刀、茶山莉子、園崎未惠、松本梨香、橫澤啟子